# Marc van der Linden (koningshuisverslaggever)
Marc Frans Anna Tonny Maria (Marc) van der Linden (Vught, 6 oktober 1969) is een Koninklijk Huis-deskundige. Hij werd bekend door bijdragen aan RTL Boulevard en de tijdschriften Weekend en Royalty. 

## Tijdschriften
Anno 2023 schrijft Van der Linden artikelen over koningshuizen in roddelblad Privé. Eerder werkte hij jarenlang voor tijdschriften als Weekend en Royalty. Na sinds de jaren tachtig voor het tijdschrift Weekend te hebben geschreven, werd hij in 2004 samen met Wim Schaap hoofdredacteur van het blad. In 2018 droeg Van der Linden zijn taken over aan Bart Ettekoven, die al sinds 2012 adjunct hoofdredacteur was. Van der Linden bleef nog wel enige tijd koninklijke bijdragen leveren aan het blad. Ettekoven beëindigde begin 2022 de samenwerking nadat Van der Linden veelvuldig negatief in de publiciteit kwam vanwege vermeend drugsgebruik en later zou zijn 'gearresteerd op verdenking van afpersing en bedreiging'. In 2023 werd hij ook afgezet als hoofdredacteur van het tijdschrift Royalty, waarvan hij sinds de oprichting in 2007 hoofdredacteur was. In oktober 2022 kwam hij negatief in het nieuws omdat hij in dat tijdschrift een foto had vervalst van een ontmoeting met wijlen koningin Elizabeth II.

## Televisie
Van der Linden was tussen 2003 en 2021 een van de vaste royaltydeskundigen in het team van RTL Boulevard. Begin 2022 kwam er na bijna twintig jaar officieel een einde aan deze samenwerking. De royaltydeskundige was eerder ook te zien bij TROS, in de Verenigde Staten in de serie Meet the Royals op Arts & Entertainment Network, en Punkt 12 en Mittags Magazine van RTL Television. In de zomer van 2015 haalde Van der Linden de finaleweek van tv-quiz De Slimste Mens. De eerste vraag, nota bene over de stad waar Willem van Oranje werd vermoord, wist hij echter niet juist te beantwoorden. Naar eigen zeggen was dit tot dan "de grootste flater" uit zijn carrière.

## Persoonlijk
Van der Linden groeide op in het Brabantse Vught, waar hij nog steeds een huis heeft, maar hij woont al 25 jaar in een appartement in Amsterdam, waar hij ook werkt. Hij viel in 2016 en 2017 naar eigen zeggen ongeveer 100 kilo af zonder gastric bypass. In november 2022 werd hij getroffen door een herseninfarct. In maart 2024 bevestigde het Openbaar Ministerie aan het ANP dat er onderzoek wordt gedaan naar Van der Linden in verband met 'afpersing met seksvideo's' naar aanleiding van meerdere aangiftes tegen de voormalig koningshuisverslaggever.

## Boeken
Van der Linden schreef meerdere boeken. In april 2007 publiceerde Van der Linden een boek over toen nog prinses Máxima. Van der Linden kwam in contact met twee buitenechtelijke dochters van prins Bernhard, die tot dan toe in de anonimiteit leefden. In 2011 verscheen een boek over prins Bernhard van Lippe-Biesterfeld: De vrouwen van Prins Bernhard. Daarin onthulde hij via Annejet van der Zijl het bestaan van een vermeende derde buitenechtelijke dochter van prins Bernhard, Mildred Zijlstra. Zij nam het eerste exemplaar van het boek in ontvangst. Rond de troonswisseling schreef hij de boeken Beatrix portret van onze koningin en Willem-Alexander portret van onze nieuwe koning, die in april 2013 werden verstrekt aan klanten van C1000. Ook voor L'Oréal schreef hij diverse boekjes die klanten gratis kregen bij producten bij Kruidvat.